# Bezengi (obec)
Bezengi (rusky Безенги, karačajsko-balkarsky Бызынгы) je horská vesnice v Čerekském okrese Kabardsko-balkarské republiky Ruské federace. Obec je zároveň správním střediskem (rusky Сельское поселение Безенги) celého území o rozloze 112,29 kilometrů čtverečních.

## Geografie
Centrální vesnická zástavba Bezengi se rozkládá v oblasti Severního Kavkazu v nadmořské výšce 1400-1500 a více metrů. Od Nalčiku, metropole Kabardsko-balkarské republiky, je obec vzdálena 40 km, od Moskvy 1468 km.

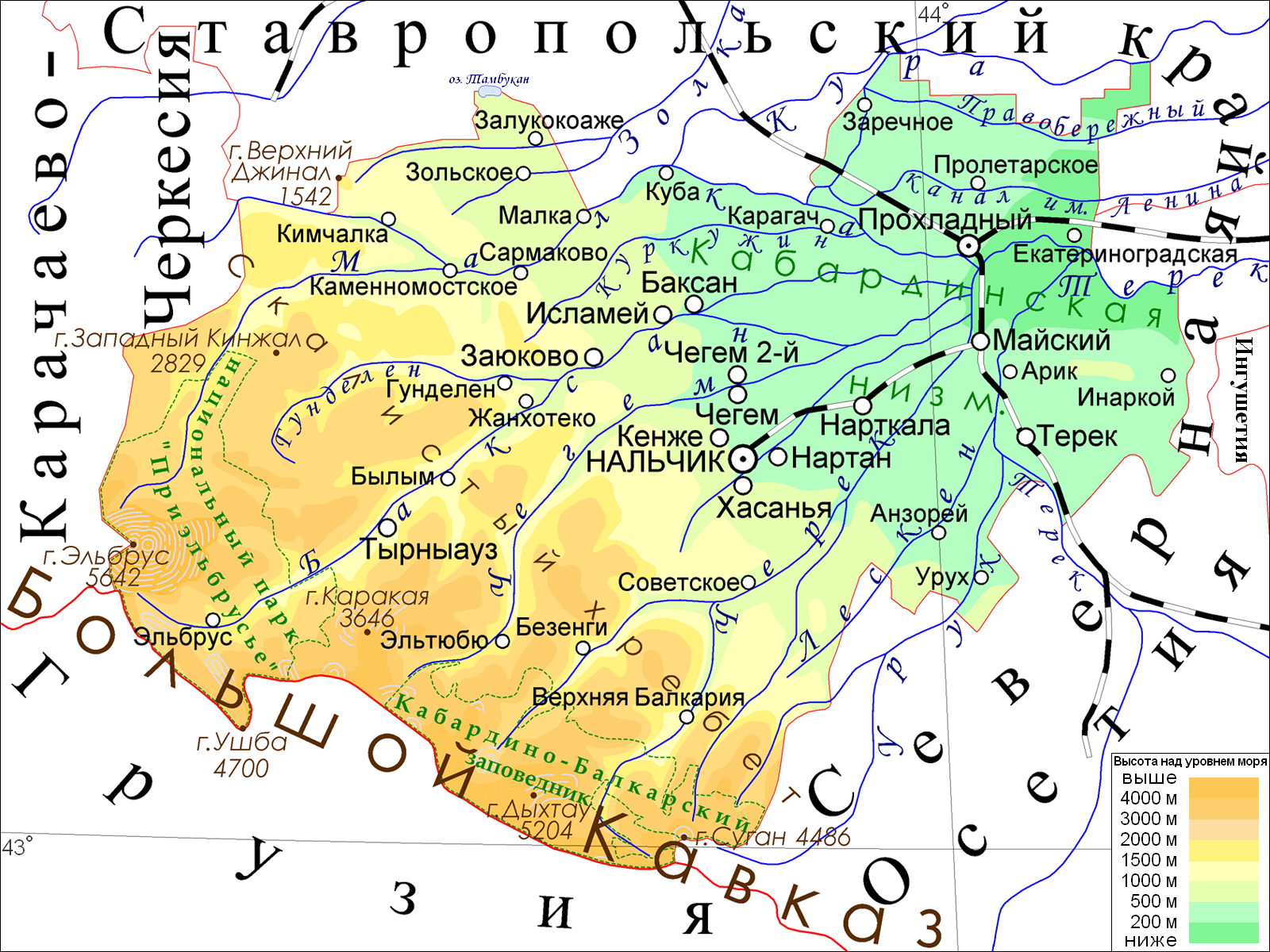
Bezengi na mapě Kabardsko-Balkarska

Leží na levém břehu Čereku Chulamo-Bezengského, který pramení v oblasti Bezengského ledovce zhruba 20 km vzdušnou čarou směrem na jihozápad od obce.
Vzdálenost z Bezengi ke gruzínské hranici, která vede přes vrcholy Velkého Kavkazu, přesahující výšku 5000 metrů, činí stejným směrem přibližně 28 km. Těmito nejbližšími pětitisícovkami jsou např. Šchara (5201 m n. m.) a Džangi (Džangi-Tau, 5074 m n. m.), jejíž severní stranu ohraničuje monumentální Bezengská stěna.

### Geologie
Z hornin se na území obce vyskytuje např. diorit, vhodný jako pevný stavební kámen. Jsou zde též naleziště některých kovů, jako je zlato, olovo, arsen a další.

### Klima
Podnebí je typicky vysokohorské, provázené častými a náhlými změnami počasí, s krátkým teplým létem a dlouhou, velmi chladnou zimou. Průměrná roční teplota je +5,0°С, přičemž se pohybuje od letních +15,0°С v červenci až po -5,5°С v lednu. Průměrný roční úhrn srážek je kolem 900 mm. Vzhledem k poloze v údolí uprostřed Skalistého hřbetu, který probíhá paralelně na sever od hlavního hřebene Velkého Kavkazu, je v Bezengi až 300 dní v roce slunečných.

## Historie
Doba založení Bezengi není známa. Podle archeologických nálezů existovalo na území obce osídlení již ve středověku. 

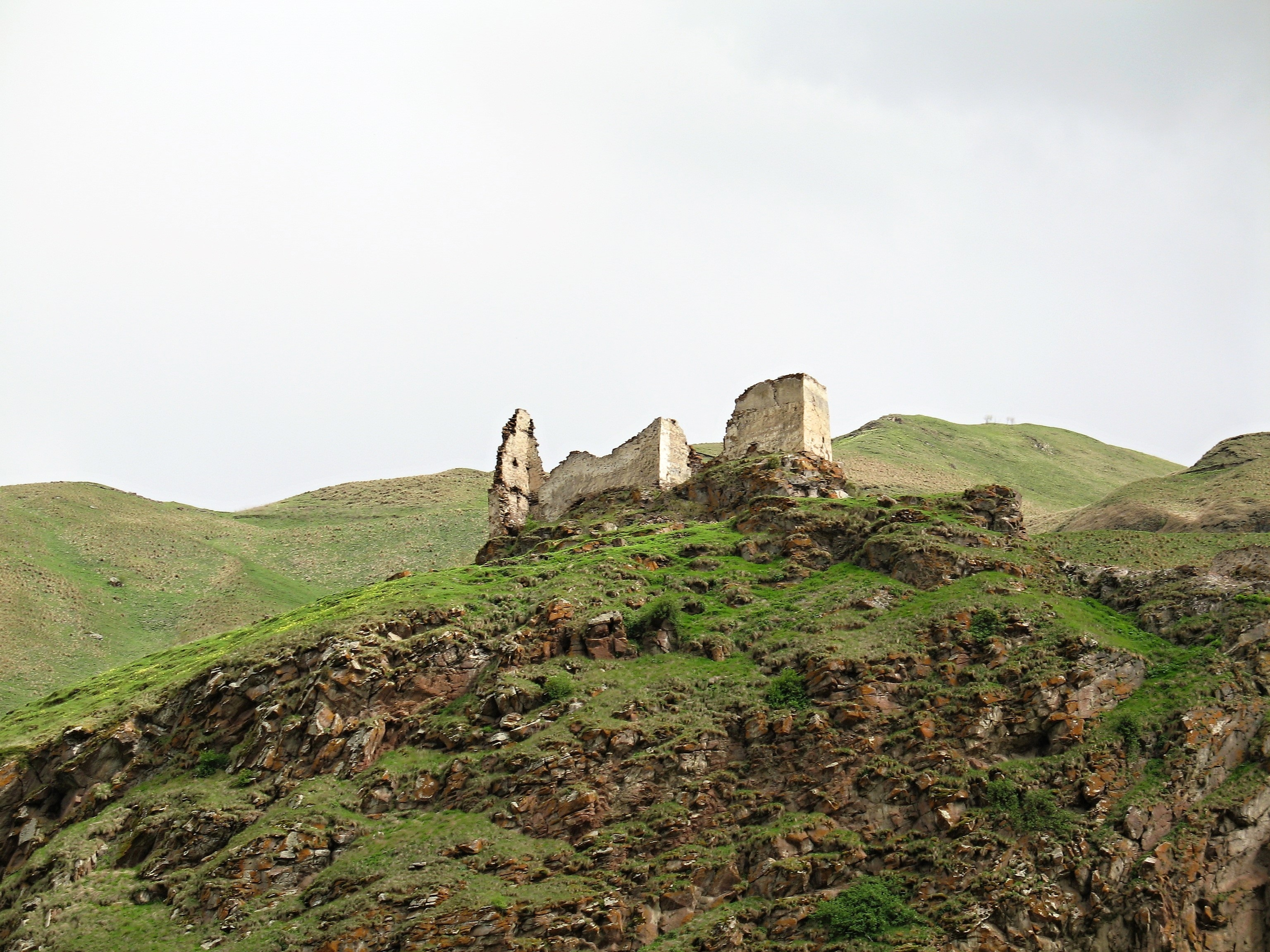
Hrad Žabo-Kala poblíž zaniklé vsi Žaboevo na cestě do Bezengi

Před deportací balkarského národa, k níž došlo na základě rozhodnutí nejvyššího vedení Sovětského svazu v prvních měsících roku 1944, bylo v dolině na horním toku Čereku Chulamo-Bezengského celkem sedm vesnic: Bezengi, Žaboevo, Ozen, Totur, Uschur, Šiki a El-Chulam. Po roce 1957, kdy se Balkaři směli opět vrátit do vlasti, bylo znovu osídleno jen Bezengi, ostatní vesnice zůstaly zpustlé a zbyly po nich jen ruiny.

## Život v obci
V Bezengi žijí prakticky pouze Balkaři. Podle sčítání obyvatel z roku 2010 zde ze 1002 lidí byly pouze 4 osoby jiné národnosti než balkarské. K 1. 1. 2017 se počet obyvatel Bezengi mírně zvýšil na 1038. Z hlediska náboženského vyznání jsou Balkaři muslimové - sunnité. 
V Bezengi je mateřská, základní a střední škola, menší nemocnice a mešita. Na území obce se nachází vysokohorská turistická základna - "Alplager Bezengi", dále pohraniční zóna "Bezengi" a přístup do Kabardsko-balkarské vysokohorské přírodní rezervace.

### Balkarské slavnosti
V Bezengi se každoročně konají balkarské lidové slavnosti, jejichž součástí jsou kulturní vystoupení, sportovní soutěže a výstavky. Součástí těchto slavností je přejezd konvoje terénních vozů, vyzdobených vlajkami se znaky zaniklých obcí, z Bezengi přes hory do obce Věrchnjaja Balkarija v údolí Čereku Balkarského. Tato jízda je připomínkou tragického vysídlení balkarského národa ve 40. letech 20. století.

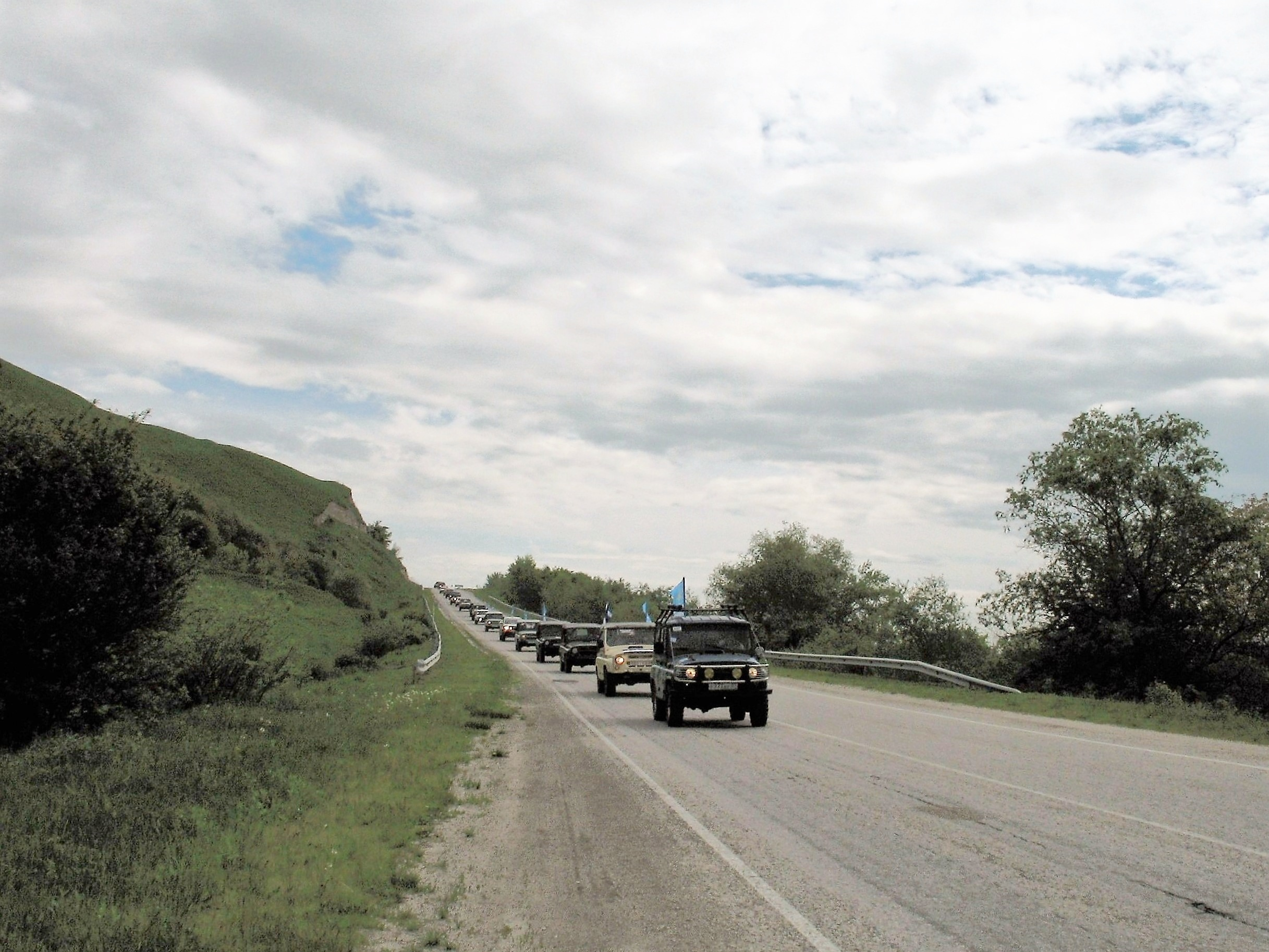
Kolona vozů před přejezdem z Bezengi do Věrchní Balkarie
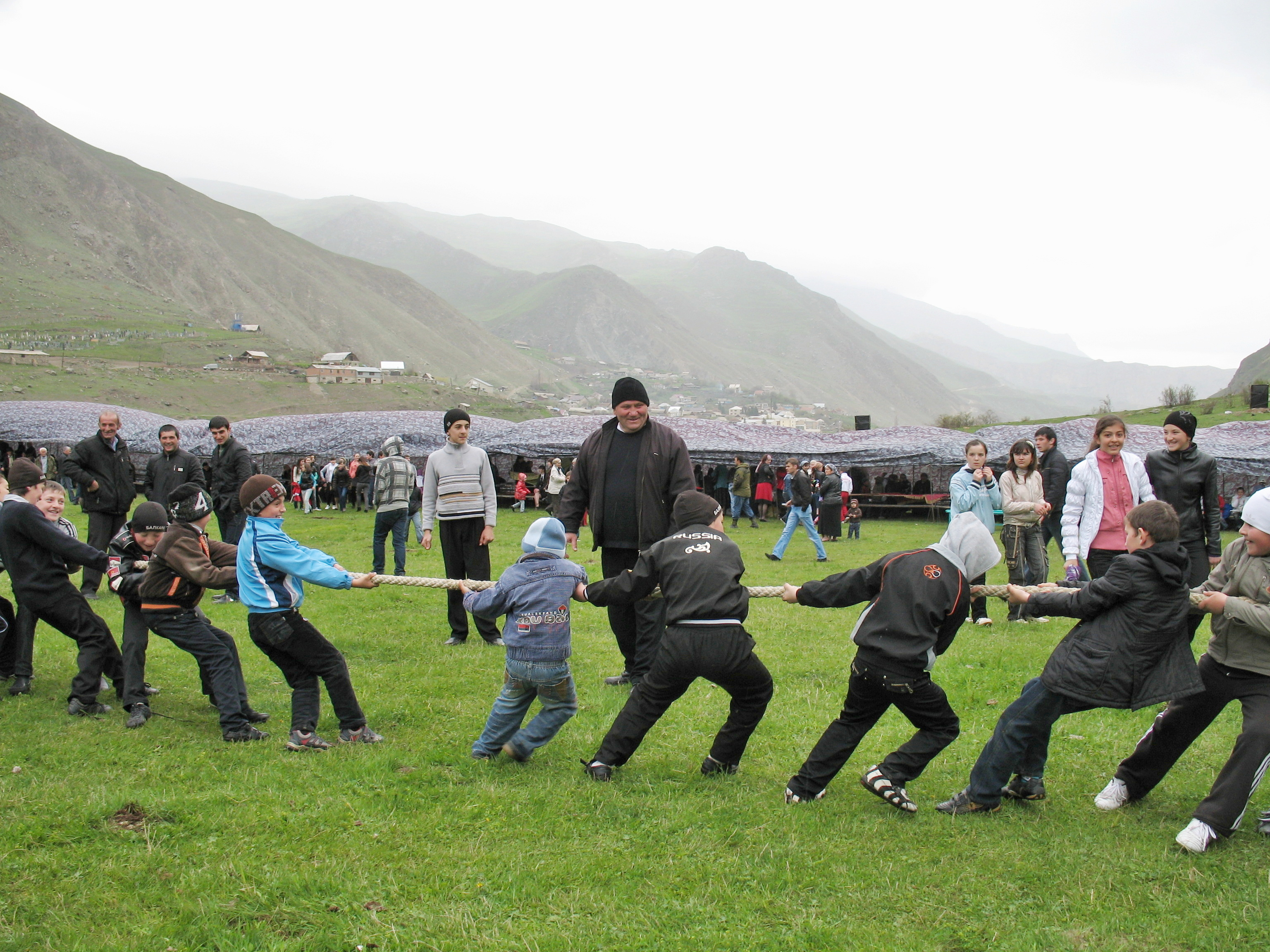
Soutěž pro děti v přetahování lanem
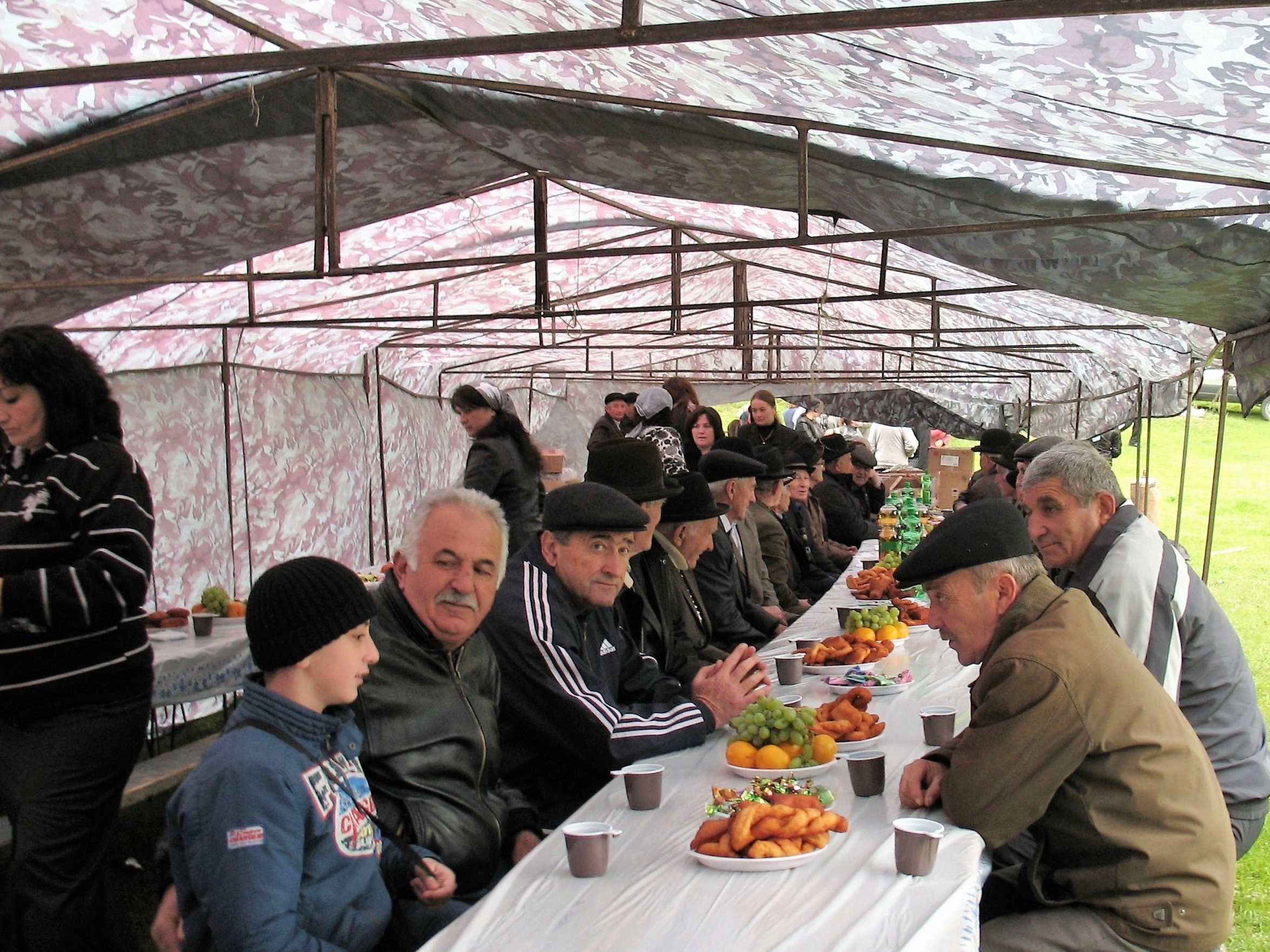
Podle tradice muži a ženy sedí při hostině odděleně
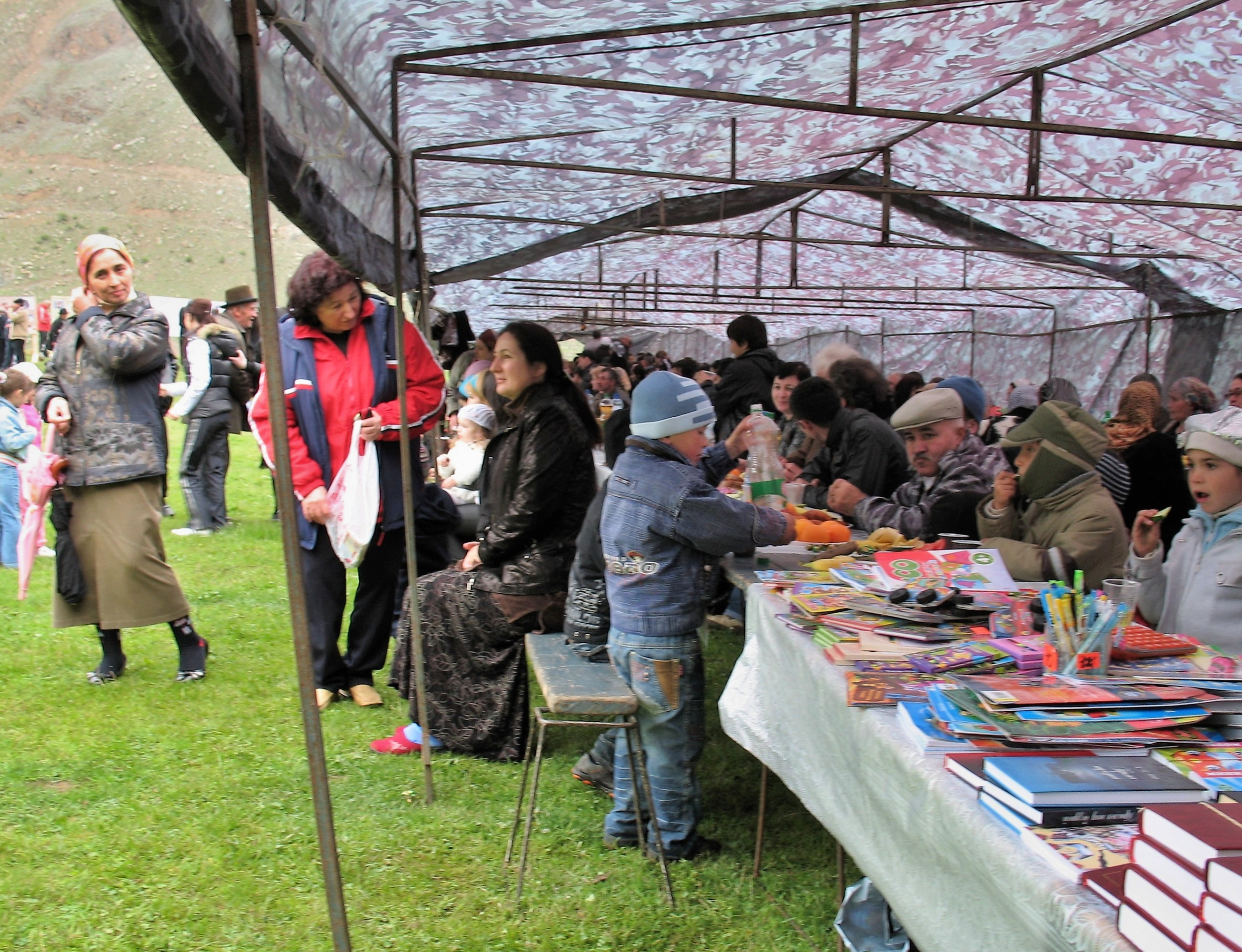
U stánku s balkarskou literaturou
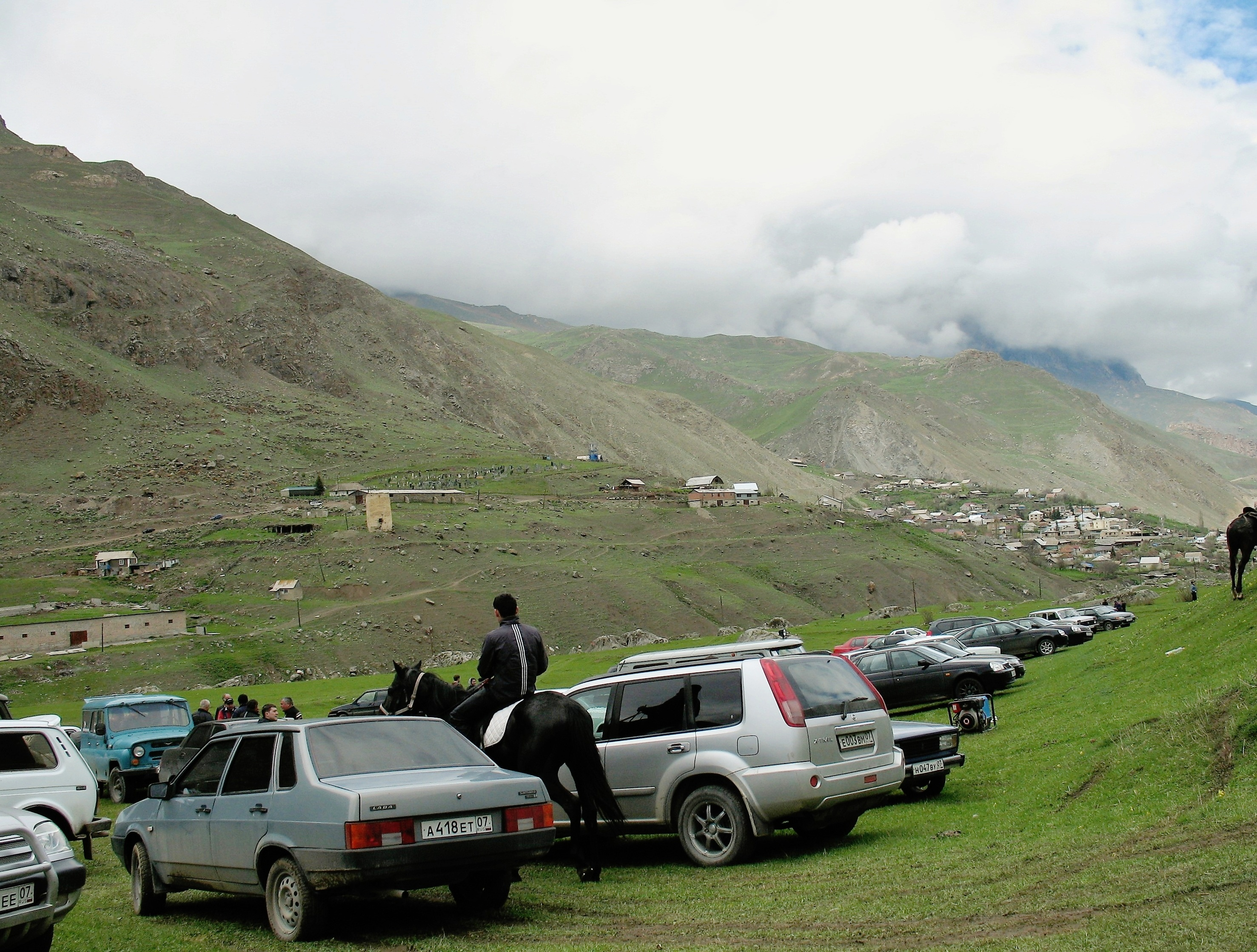
Před začátkem jezdecké soutěže
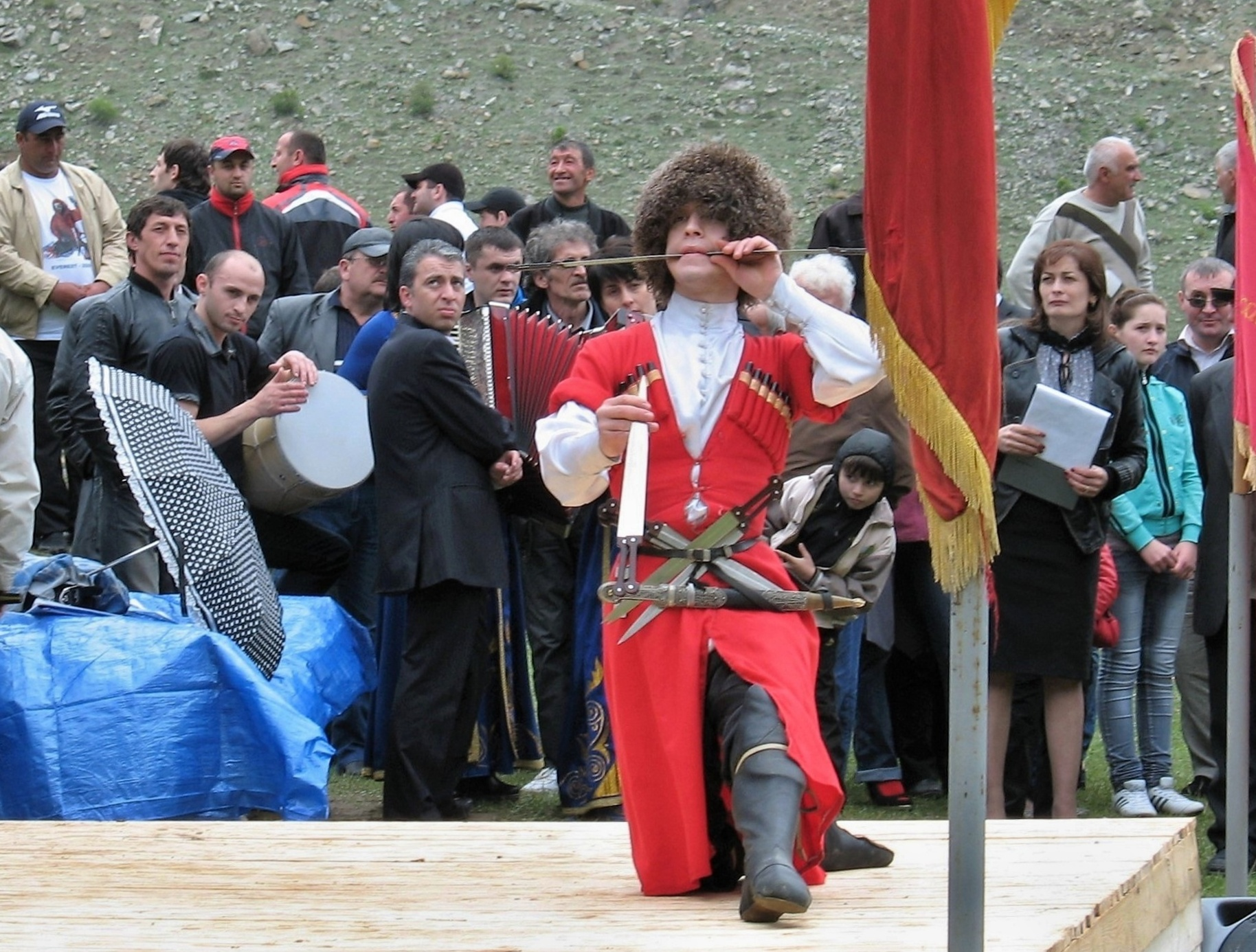
Vystoupení tanečníka s kinžály

## Významní rodáci

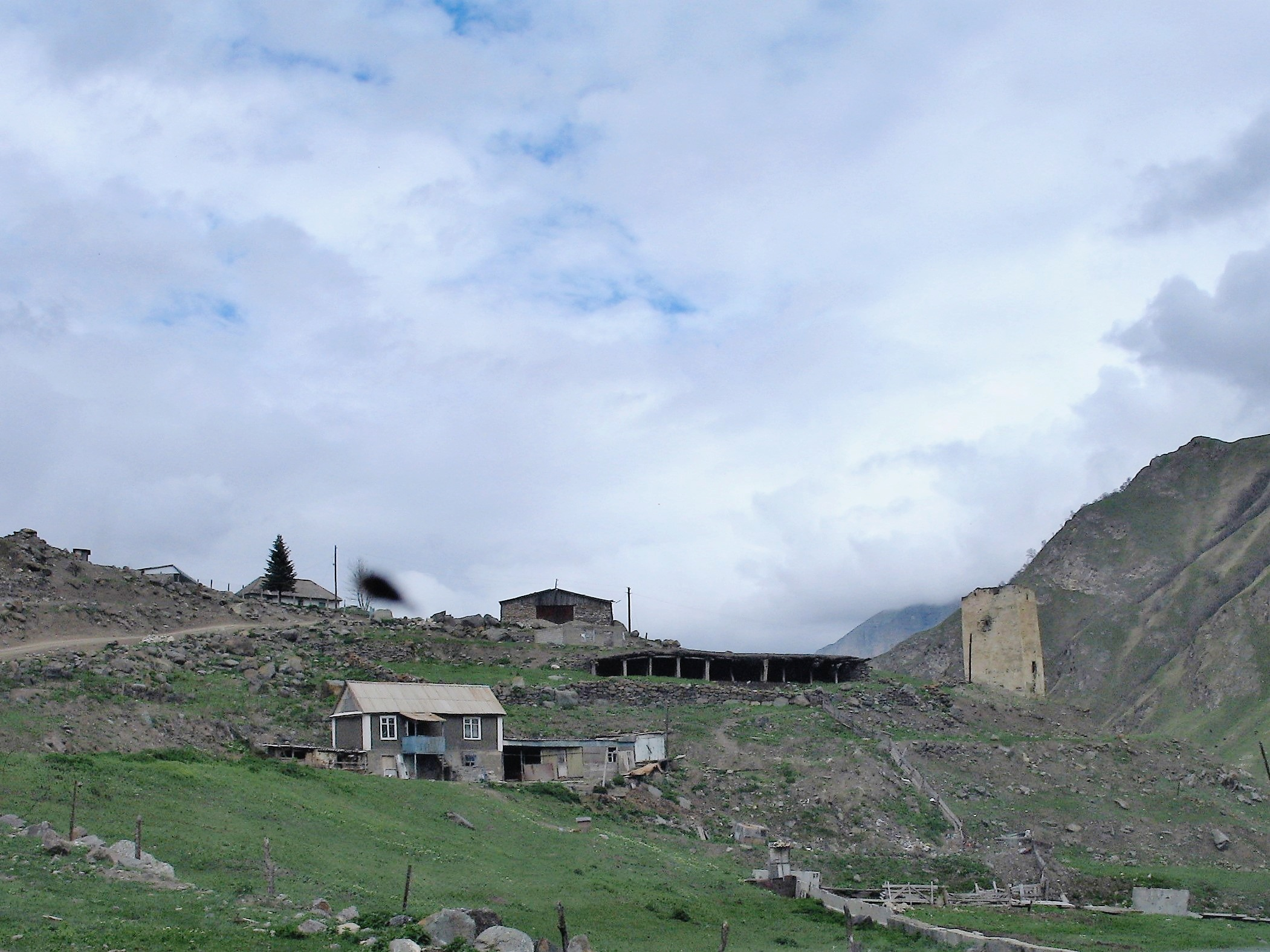
Ruiny věže Ak-Kala (vpravo)

Z oblasti Bezengi pocházel Kjazim Mečiev (rusky Кязим Беккиевич Мечиев, karačajsko-balkarsky Мечиланы Беккини жашы Кязим), nejvýznamnější balkarský básník, tvůrce balkarského literárního jazyka, národní buditel, filozof a humanista. Narodil se v roce 1859 v později zaniklé vsi Šiki. Přesto, že byl uznávanou autoritou a členem Svazu spisovatelů SSSR, 8. března 1944 ve věku 85 let byl spolu s ostatními Balkary deportován do vyhnanství v Kazachstánu, kde zemřel o rok později, 15. března 1945.

## Památky
Na jižním okraji obce stojí na levém břehu Čereku Chulamo-Bezengského věž Ak-Kala. Jedná se o původně čtyřpatrovou obrannou věž, pocházející ze 17. či 18. století. Stavba se od základny k vrcholu zužuje, ve vyšších poschodích jsou ve zdech střílny, ve dvou rozích přízemních prostor se nacházejí čtyři vyzděné studny. Jedná se o neudržovanou památku ve stavu kritického ohrožení.